# Spetskypert

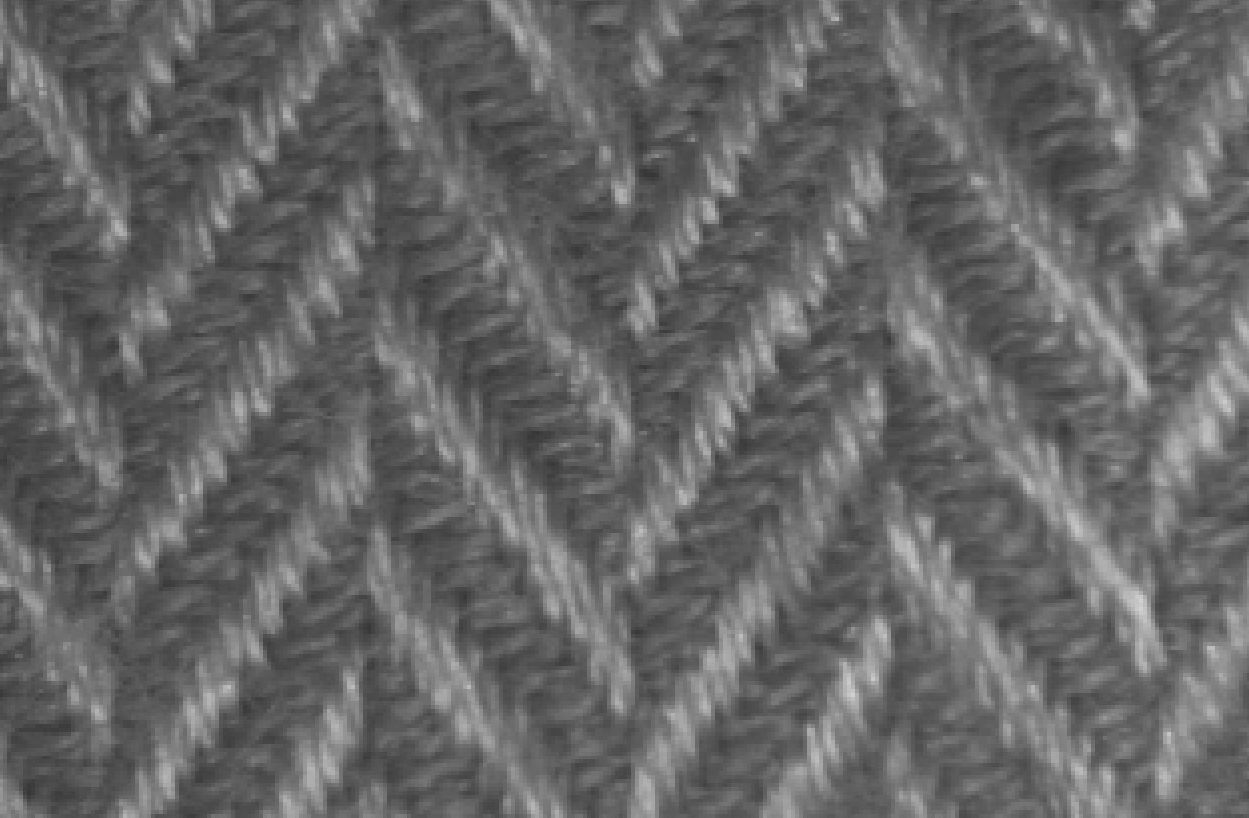
Spetskypert i närbild.

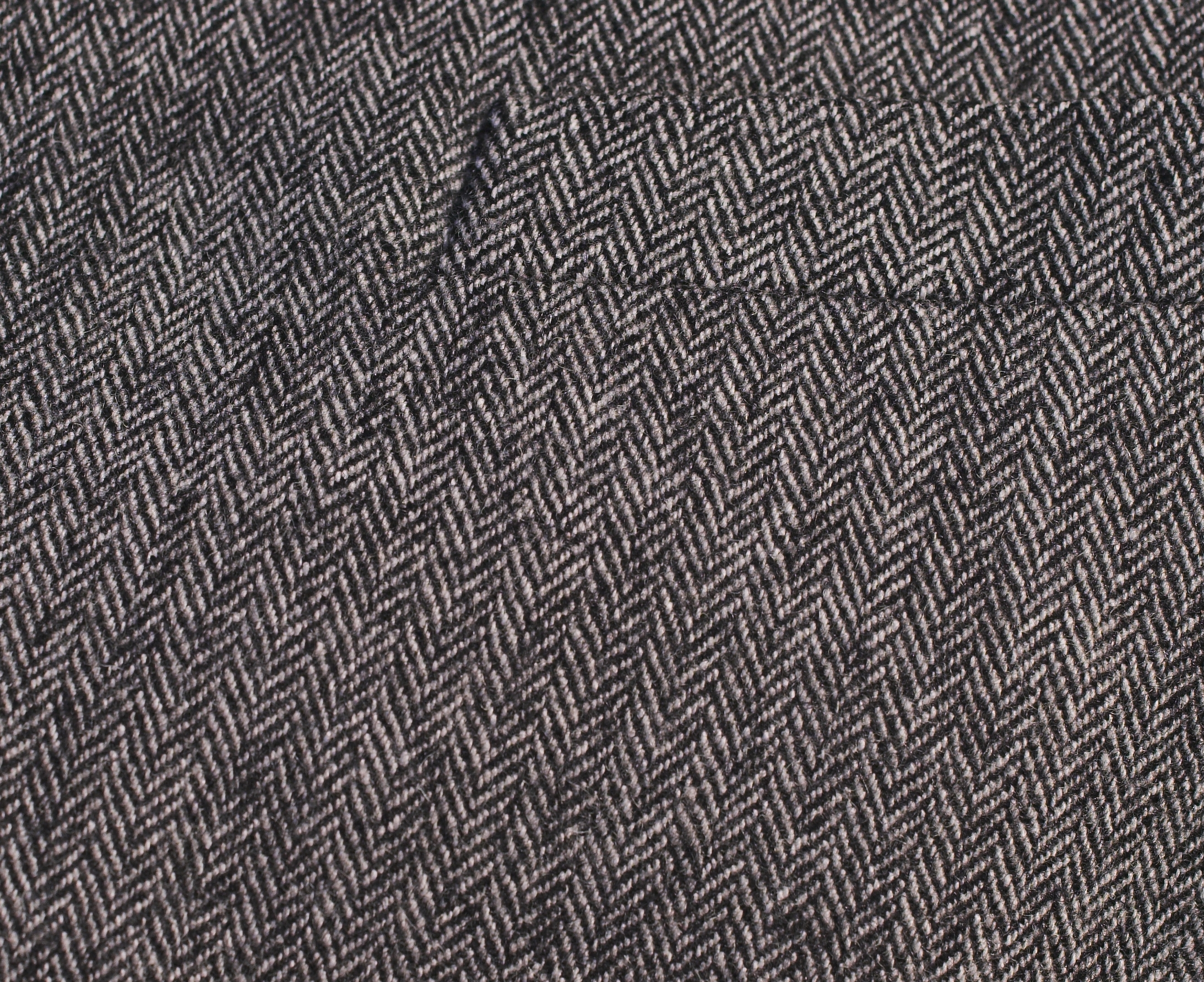
Framstycke på rock i svart och vit spetskypert.

Spetskypert (fiskbenskypert) är en variant av vävsättet kypert som ger ett fiskbensliknande mönster på tyget. På ylletyger i spektskypert används ofta olikfärgat garn för att förstärka effekten på mönstret. 
Spetskypert i ylle används bland annat till ytterplagg. Det är också populärt för att tillverka plagg till historiskt återskapande av vikingatiden. Spetskypert i lin och bomull har använts till sängkläder och dukar, liksom i skjorttyger o. a.